# Žilinská kotlina

Žilinská kotlina in der Westkarpaten (rot hervorgehoben)

Žilinská kotlina, deutsch Silleiner Becken (ungarisch Zsolnai-medence), ist eine tektonische Depression unregelmäßiger Form, die zur Reihe Waag-Talkessel innerhalb des Fatra-Tatra-Gebiets in den Westkarpaten gehört.
Der Talkessel liegt in der Nordslowakei und ist vollständig von Gebirgen umgeben: im Uhrzeigersinn beginnend vom Norden sind es Kysucká vrchovina, Kleine Fatra, Strážovské vrchy, Súľovské vrchy und Javorníky.
Die Gesteinsschicht wird von Sand- und Schotter-Sedimenten der Waag und seiner Zuflüsse sowie Lössboden und Lehm bedeckt. Um die Flüsse Waag, Rajčanka, Kysuca und Varínka bildeten sich breite Flussauen und flache niedrige Terrassen.
Das Gebiet des Talkessels war schon in der Steinzeit dicht besiedelt. Die größte Stadt des Kessels ist Žilina (81.219 Einw.), Verwaltungssitz des Žilinský kraj. Zugleich ist die Stadt ein bedeutender Verkehrsknoten.